# Notholca haueri
Notholca haueri är en hjuldjursart som beskrevs av Kuno Thomasson 1963. Notholca haueri ingår i släktet Notholca och familjen Brachionidae. Inga underarter finns listade i Catalogue of Life.